# Hans Knoop (militair)
Luitenant-generaal Johannes Henri (Hans) Knoop (Bandoeng, 18 april 1919 – Den Haag, 18 februari 2012) was een Nederlands beroepsmilitair, Engelandvaarder en vanaf 1973 Bevelhebber der Luchtstrijdkrachten.

## Oorlogsjaren
Op de KMA doorliep Knoop vanaf 1937 de opleiding tot infanterie-officier van het Koninklijk Nederlandsch-Indisch Leger (KNIL). Zijn opleiding werd onderbroken door de inval van de Duitsers. Tijdens de meidagen van 1940 was hij met de andere KNIL-cadetten in Haarlem, waar ze moesten wachtlopen en wegversperringen moesten oprichten. Toen hij na de capitulatie in Breda terugkeerde, bleek de opleiding niet hervat te kunnen worden. De oudste cadetten, waaronder Knoop, werden op 15 juli toch tot 2de luitenant benoemd. Eind 1940 raakte hij betrokken bij het verzet. In 1941 vluchtte hij via Spanje naar Engeland samen met Willem Bartelings. Beiden kregen een vliegeropleiding aan de Royal Netherlands Military Flying School en werden in 1944 bij No. 120 (Netherlands East Indies) Squadron RAAF geplaatst. Zij vlogen met Curtiss P-40 Kittyhawks oorlogsmissies tegen Japan.

## Na de oorlog
Na 1945 ging 120 Squadron in verband met de Indonesische Onafhankelijkheidsoorlog naar Soerabaja en werden Knoop en Bartelings ingedeeld bij 121 Squadron ML-KNIL. Daar vlogen ze met de nieuwe P-51 Mustang. Knoop werd commandant van het squadron.
In 1950, na de onafhankelijkheid van Indonesië, gingen ze terug naar Nederland. Knoop werd commandant van Vliegbasis Leeuwarden. Van 1973-1976 was Knoop Bevelhebber der Luchtstrijdkrachten tevens Chef Luchtmachtstaf.

## Onderscheidingen
- Kruis van Verdienste (KB 22-10-1942/20)
- Commandeur in de Orde van Oranje-Nassau met de Zwaarden
- Ridder in de Orde van de Nederlandse Leeuw[1]
- Ereteken voor Orde en Vrede[1]
- Oorlogsherinneringskruis met twee gespen[1]
- Legioen van Verdienste (Verenigde Staten)[1]

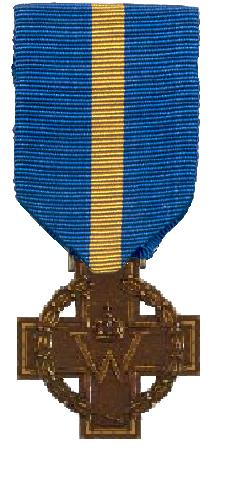
Kruis van Verdienste
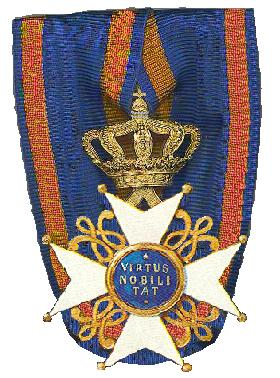
Ridder in de Orde van de Nederlandse Leeuw
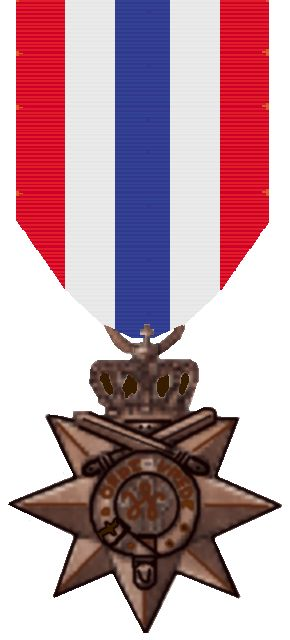
Ereteken voor Orde en Vrede
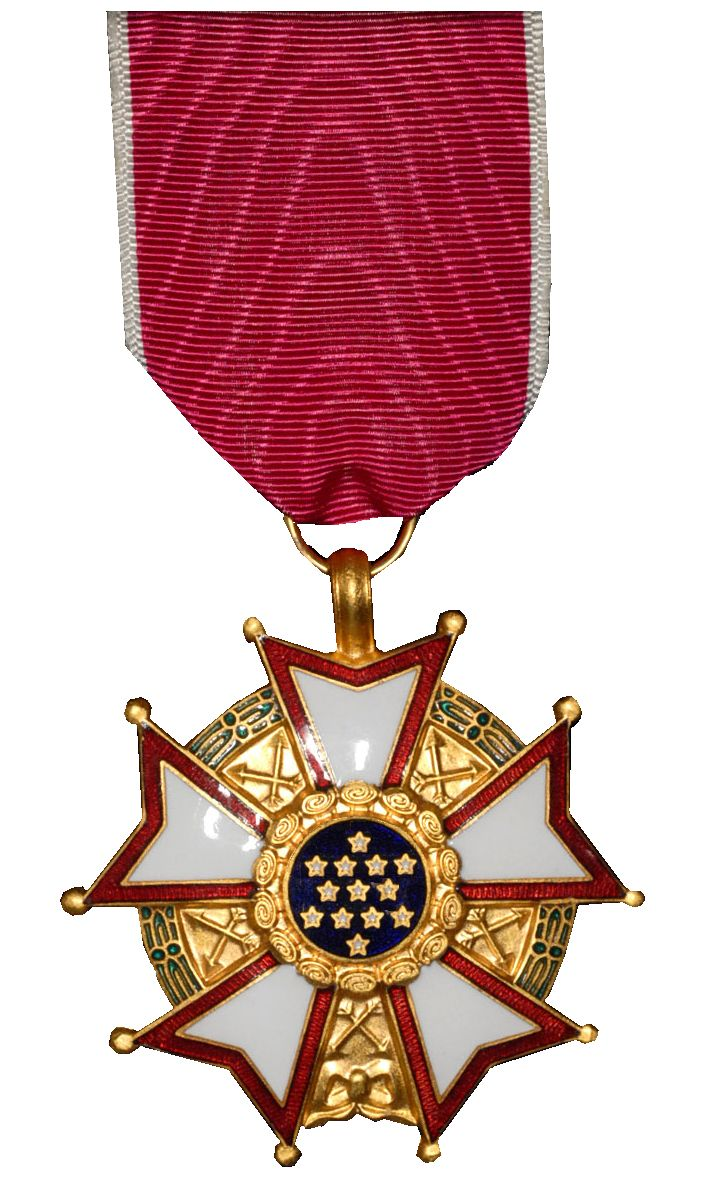
Legionair in het Legioen van Verdienste